# Kṣemendra
Kṣemendra (fl. XI secolo) è stato uno scrittore indiano.

## Biografia
Visse nella regione del Kashmir nell'XI secolo. Devoto del dio Shiva, una delle principali divinità del pantheon hindū, secondo alcune tradizioni in vecchiaia si convertì al buddhismo. Infaticabile poligrafo, scrisse soprattutto opere di carattere narrativo, raccolte di storie di taglio satirico o moraleggiante, collane di aforismi e trattati di retorica.
Kṣemendra è considerato uno dei principali autori indiani che si dedicarono alla satira politica e di costume: fra le vittime predilette della sua vis comica e della sua pungente ironia si annoverano sacerdoti, religiosi e cultori dello yoga inconsistenti o mendaci, cortigiane e mezzane astute (che si beffano dei loro sciocchi clienti), sovrani incapaci o disonesti, burocrati confusionari o corrotti, medici inetti o truffaldini, e ogni sorta di personaggi meschini, vanagloriosi e maldestri. 
Kṣemendra compose altresì riassunti delle principali epiche indiane, il Mahābhārata e il Rāmāyaṇa, nonché un sunto della Bṛhatkathā, ossia Il grande racconto, attribuita a Guṇāḍhya e risalente al I secolo a.C. Quest'ultima epitome riveste particolare valore storico-letterario in quanto il testo originale della Bṛhatkathā, che rappresentò il prototipo di tutta la successiva narrativa indiana, è andato perduto.